# Gerhard Wilcke (Komponist)

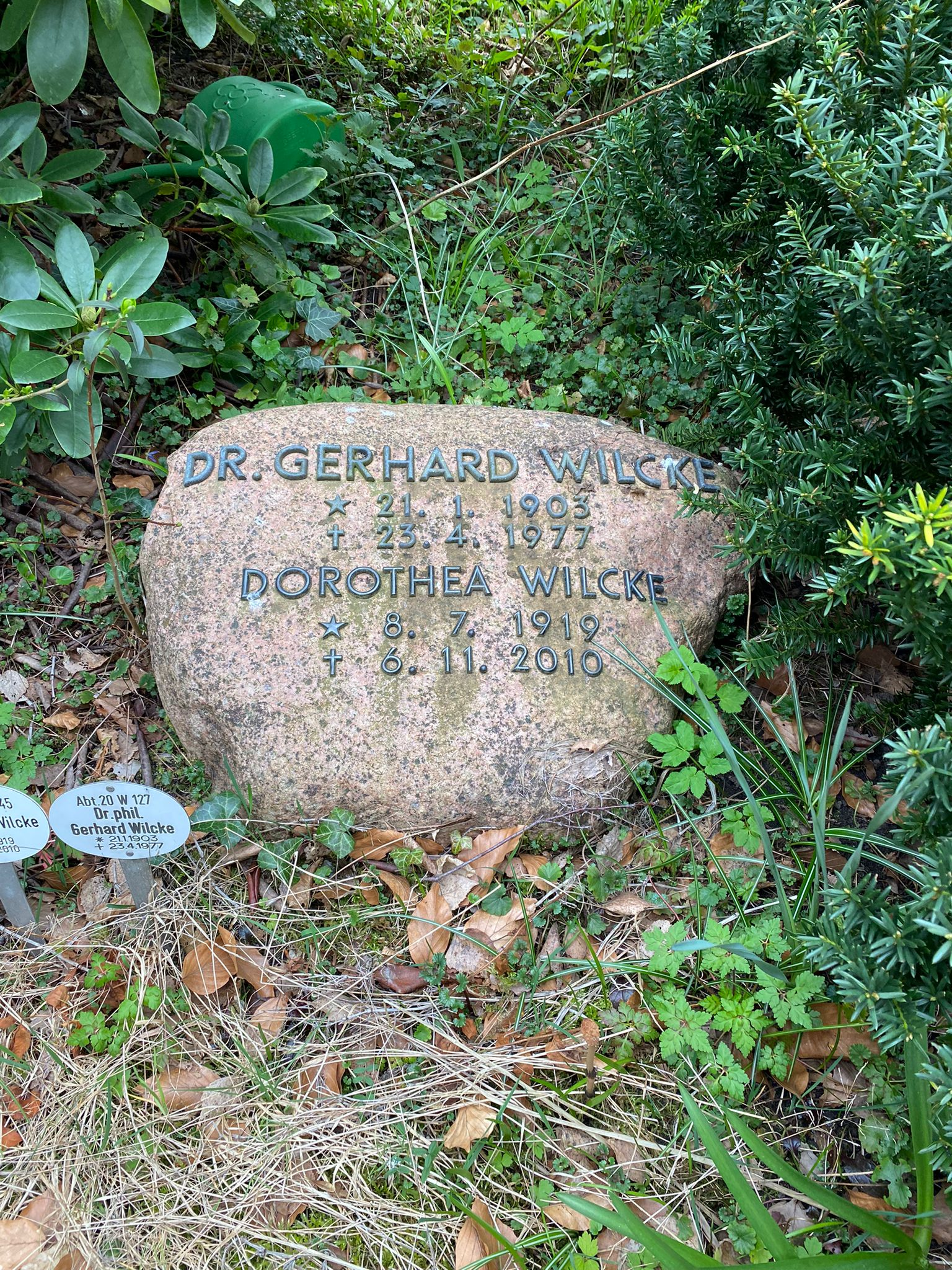
Grabstätte auf dem Friedhof Zehlendorf

Gerhard Wilcke (* 21. Januar 1903 in Neuruppin; † 23. April 1977 in Berlin) war ein deutscher Apotheker, später Musikwissenschaftler und Komponist.

## Leben
Der Apothekersohn aus Neuruppin wurde nach einem Zweitstudium der Musikwissenschaften an der Universität Rostock 1932 mit seiner Dissertation Tonalität und Modulation im Streichquartett Mendelssohns und Schumanns (Erstveröffentlichung: Verlag Thiele, Lippstadt/Westfalen 1932; danach als Buch: Verlag C. Merseburger, Leipzig 1933) zum Dr. phil. promoviert.
Er war bekannt mit Theodor Haubach und Gottfried Benn.
Gerhard Wilcke verstarb im Alter von 74 Jahren und wurde auf dem Friedhof Zehlendorf beigesetzt.

## Kompositionen
- Zweite Sinfonie, 1946.